# Rudolf Heinrich Möring

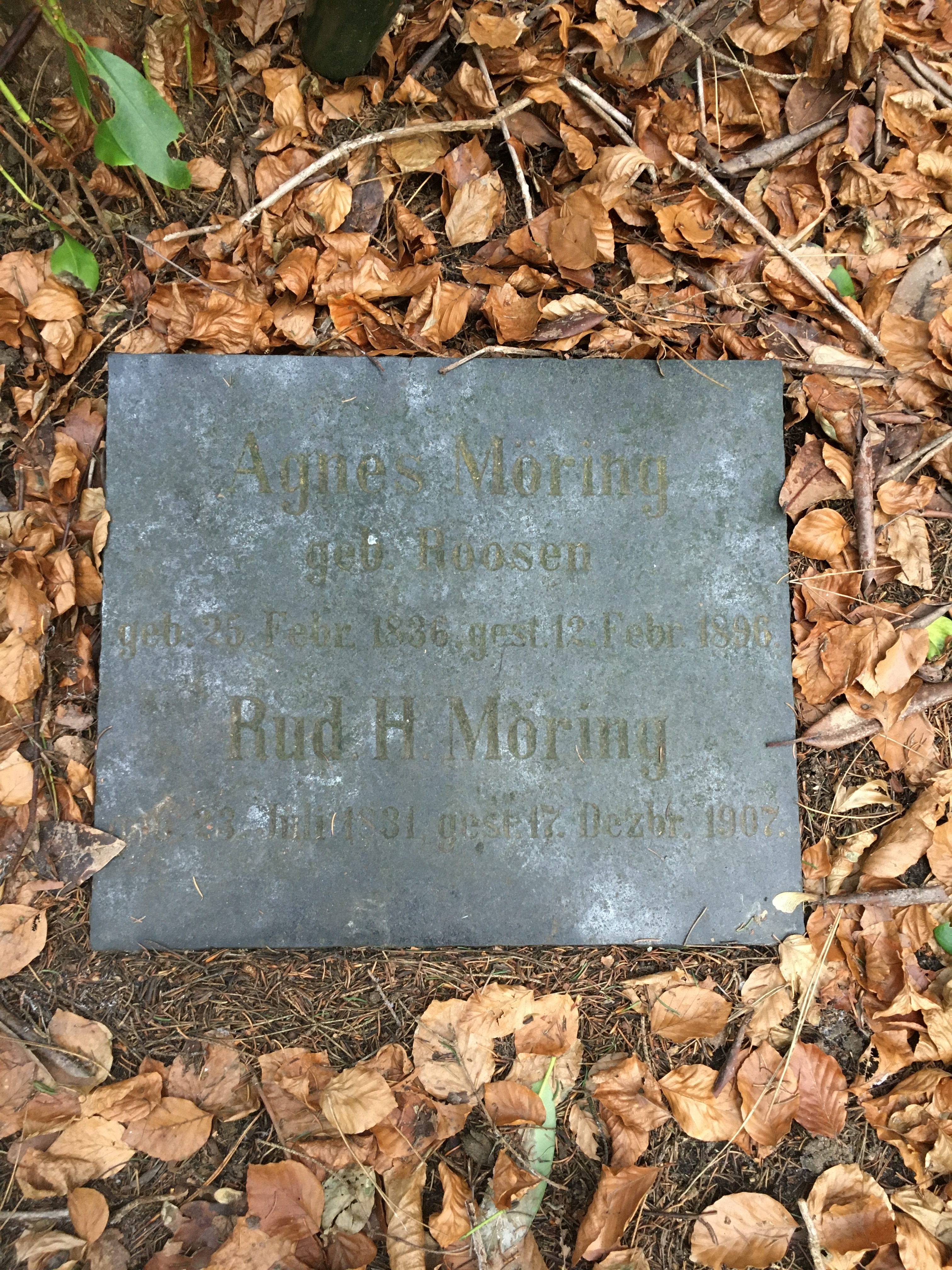
Grab von Agnes und Rudolf Heinrich Möring auf dem Friedhof Ohlsdorf

Rudolf Heinrich Möring (* 23. Juli 1831 in Hamburg; † 17. Dezember 1907 ebenda) war ein deutscher Kaufmann und Mitglied des Deutschen Reichstags.

## Leben
Möring besuchte Privatschulen. Nach mehrjährigen Aufenthalten in England, Frankreich und Kalifornien wurde er Kaufmann. Von 1874 bis 1878 war er Mitglied der Hamburger Bürgerschaft und 1869 bis 1878 der Hamburger Finanzverwaltung. Ferner war er Mitglied der Gefängnisdeputation und
zweimal der Baudeputation und des Niedergerichts.
Von 1874 bis 1881 war er Mitglied des Deutschen Reichstags für den Reichstagswahlkreis Freie und Hansestadt Hamburg 1 und die Nationalliberale Partei.
Er heiratete am 14. Mai 1856 Sara Agnes Roosen (* 25. Februar 1836; † 12. Februar 1896). Das Paar hatte mehrere Kinder:
- Ascan Caesar (1857–1870)
- Hugo (1858–1876)
- Edmund (* 10. Februar 1861) ⚭ 1888 Lilli Moller (* 19. Oktober 1869)
- Waldemar (* 7. Januar 1865) ⚭ 1891 Hedwig Susanna Grasemann (* 20. Oktober 1867)